# Rupert Smith
Sir Rupert Anthony Smith, KCB, DSO&Bar, OBE, QGM (* 13. Dezember 1943 in Chelmsford, Essex, England) ist ein ehemaliger britischer Offizier und zuletzt General der British Army, der unter anderem zwischen 1998 und 2001 als Deputy Supreme Allied Commander Europe (DSACEUR) stellvertretender Alliierter Oberkommandierender der NATO in Europa war.

## Leben

### Ausbildung und Verwendungen als Offizier
Rupert Anthony Smith war der Sohn von Group Captain Irving Stanley Smith, CBE, DFC & Bar (1917–2000), einem Fliegerass der Royal New Zealand Air Force (RNZAF) und der Royal Air Force (RAF) während des Zweiten Weltkrieges, und dessen Ehefrau Joan Debenham. Er absolvierte nach dem Besuch des Haileybury and Imperial Service College eine Offiziersausbildung an der Royal Military Academy Sandhurst (RMAS) und wurde nach deren Abschluss am 18. Dezember 1964 Second Lieutenant in das Fallschirmjägerregiment Parachute Regiment (PARA) übernommen. Daraufhin folgten zahlreiche Verwendungen als Offizier und Stabsoffizier. In deren Verlauf wurde er am 18. Juni 1966 zum Lieutenant, am 18. Dezember 1970 Captain sowie am 31. Dezember 1975 zum Major befördert. Für seine militärischen Verdienste während der „Operation Banner“ genannten militärischen Operationen im Nordirlandkonflikt wurde ihm am 8. August 1978 die Queen’s Gallantry Medal (QGM) verliehen.
Smith, der ihm Zuge der sogenannten „New Year Honours“ am 1. Januar 1982 zum Officer des Order of the British Empire (OBE) ernannt wurde, war als Lieutenant-Colonel zwischen Januar 1983 und 1985 Kommandeur des 3. Bataillons des Fallschirmjägerregiments (Commanding Officer, 3rd Parachute Regiment). Als Brigadier fungierte er von Dezember 1986 bis Dezember 1988 erst als Kommandeur der 6. Panzerbrigade (Commanding, 6thArmoured Brigade) sowie daraufhin zwischen März 1989 und Oktober 1990 als stellvertretender Kommandant des Staff College Camberley.

### Aufstieg zum General
Als Major-General übernahm Smith im Oktober 1990 von Generalmajor Roger Wheeler den Posten als Kommandeur der 1. Panzerdivision (General Officer Commanding, 1st Armoured Division). Diese Funktion bekleidete er bis August 1992 und wurde dann von Generalmajor Iain Mackay-Dick abgelöst. Auf diesem Posten führte er während des Zweiten Golfkrieges (2. August 1990 bis 5. März 1991) die größte britische Panzertruppe, die seit dem Zweiten Weltkrieg im Einsatz war. Innerhalb von zwei Wochen nach der Übernahme des Kommandos über die in Deutschland stationierte Division wurde Generalmajor Smith zum Golf geschickt, um den 35.000 Soldaten starken Verband zu befehligen, aus denen die britische Bodentruppe während der „Operation Granby“ bestand. Für seine militärischen Verdienste in dieser Verwendung wurde er am 28. Juni 1991 zum Companion des Distinguished Service Order (DSO) ernannt. Danach war er zwischen September 1992 und 1994 Assistierender Chef des Verteidigungsstabes für Operationen (Assistant Chief of the Defence Staff (Operations)). Als Nachfolger von Generalleutnant Sir Jeremy Blacker übernahm er zudem am 1. November 1992 das Ehrenamt als Colonel Commandant of The Corps of Royal Electrical and Mechanical Engineers und erhielt am 8. Juni 1993 für seinen Einsatz während des Zweiten Golfkrieges den König-Abdulaziz-Orden Dritter Klasse von Saudi-Arabien sowie den Titel eines Legionnaire des US-amerikanischen Legion of Merit
Rupert Smith, der am 1. Juli 1993 als Nachfolger von Generalleutnant Sir Michael Gray das Ehrenamt als Colonel Commandant of The Parachute Regiment übernahm, wurde im Rahmen der „New Year Honours“ wurde er am 30. Dezember 1995 als Knight Commander des Order of the Bath (KCB) geadelt, so dass er fortan das Prädikat „Sir“ führte. Nach Ende des Bosnienkrieges war er von Dezember 1995 bis März 1996 für die Implementation Force (IFOR) in Bosnien und Herzegowina im Einsatz.
Nach seiner Beförderung zum Lieutenant-General löste Sir Rupert Smith im März 1996 erneut Generalleutnant Sir Roger Wheeler ab und übernahm von diesem nunmehr den Posten als Kommandeur des Militärbezirks Nordirland (General Officer Commanding, Northern Ireland District) und hatte dieses Kommando bis zu seiner Ablösung durch Generalleutnant Sir Hew Pike im Oktober 1998 inne. Für seine neuerlichen Verdienste in Nordirland wurde ihm am 10. Mai 1996 eine Spange (Bar) zum Distinguished Service Order verliehen.
Zuletzt wurde Smith zum General befördert und übernahm im November 1998 von General Sir Jeremy Mackenzie die Funktion als Deputy Supreme Allied Commander Europe (DSACEUR). Er war damit bis zu seinem Eintritt in den Ruhestand im Januar 1990 stellvertretender Alliierter Oberkommandierender der NATO in Europa und wurde im Anschluss von General Dieter Stöckmann abgelöst. Zugleich fungierte er zwischen 2000 und 2001 auch als Generaladjutant (Aide-de-camp General) von Queen Elisabeth II.

## Veröffentlichungen
- The utility of force. The art of war in the modern world, New York City 2008
- Poets of World War I, Chicago 2014